# Kanagawa (Jokohama)
Kanagawa (jap. 神奈川区 Kanagawa-ku) – jedna z 18 dzielnic Jokohamy, stolicy prefektury Kanagawa, w Japonii. Ma powierzchnię 23,72 km². W 2020 r. mieszkały w niej 247 322 osoby, w 129 425 gospodarstwach domowych  (w 2010 r. 233 508 osób, w 113 564 gospodarstwach domowych).
Dzielnica została założona 1 października 1927 roku. Położona jest we wschodniej części miasta. Graniczy z dzielnicami Tsurumi, Nishi, Kōhoku, Midori i Hodogaya. Na jej terenie znajdują się uczelnie Uniwersytet Kanagawa i Institute of Information Security.

## Miejscowe atrakcje
- Mitsuzawa Stadium